# Pontus Leander

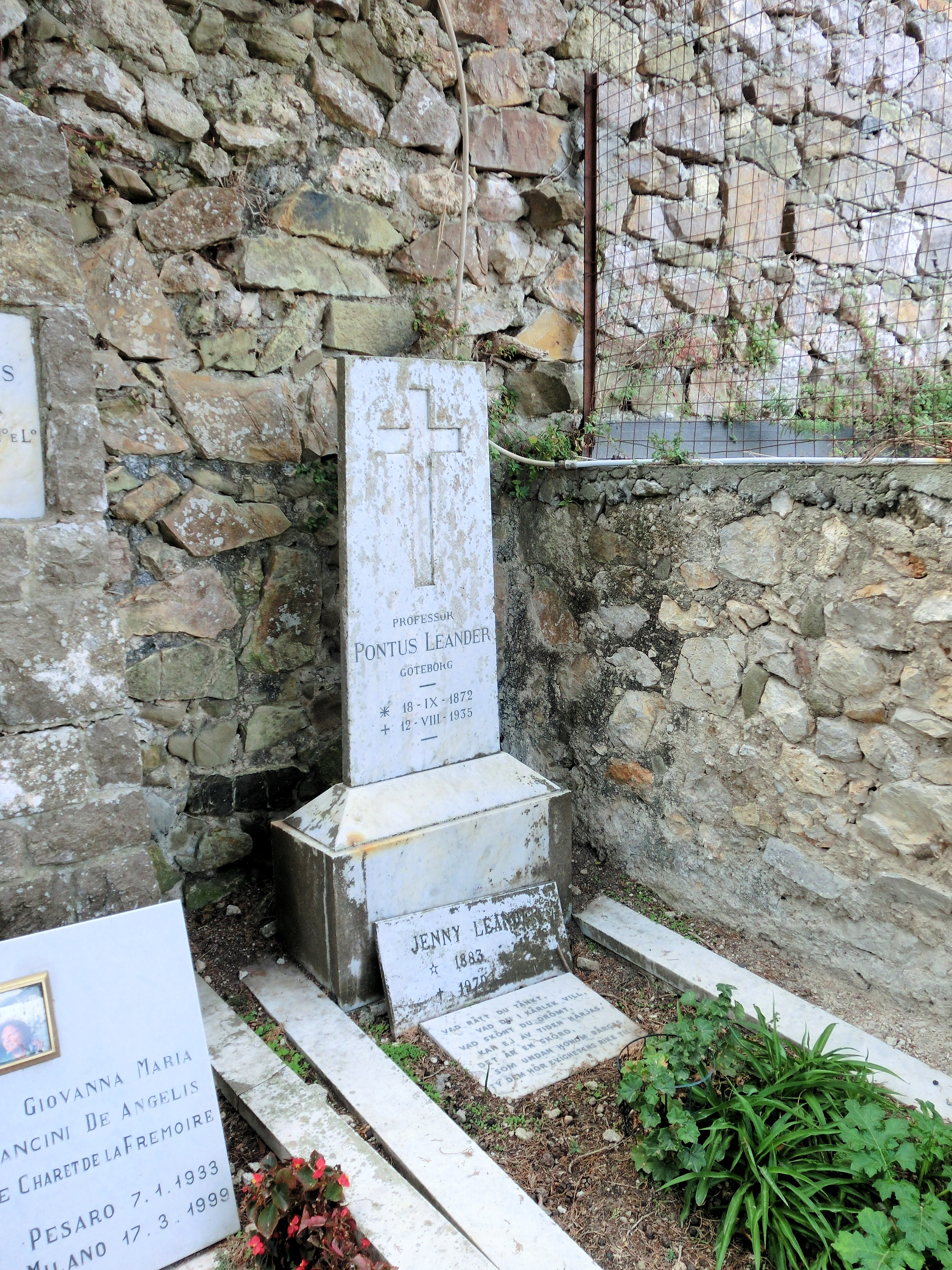
Grab Pontus Leanders auf Capri

Pontus Adalbert Leander (* 18. September 1872 in Holsljunga, Gemeinde Svenljunga (Schweden); † 12. August 1935 auf Capri (Italien)) war ein schwedischer Orientalist und Semitist.
Leander studierte von 1897 bis 1903 bei Professor Heinrich Zimmern in Leipzig sowie bei Professor Peter Jensen in Marburg. 1903 verteidigte er seine Doktorarbeit über sumerische Leihwörter im Akkadischen an der Universität Uppsala und wurde dort im selben Jahr Lektor für Assyriologie.
Besonders relevant ist Leanders Arbeit zur hebräischen Grammatik. 1910 wurde er zum Lektor für „Assyrisch“ und Hebräisch in Lund ernannt. Von 1917 bis zu seinem Tod war er Professor für Semitische Sprachen an der Universität Göteborg.
Viele von Leanders Schriften sind in deutscher Sprache erschienen. Mit Hans Bauer zusammen verfasste er 1922 die Historische Grammatik der hebräischen Sprache des Alten Testamentes.

## Schriften (Auswahl)
- Laut- und Formenlehre des Ägyptisch-Aramäischen. Reprogr. Nachdruck der Ausgabe Göteborg 1928. Reprografischer Nachdruck: Georg Olms, Hildesheim 1966. DNB 457369744.
- Hrsg.: Arganona Ueddase. Nach Handschriften in Uppsala, Berlin, Tübingen und Frankfurt a. M. Leipzig 1922 (Stabi Berlin)
- mit Hans Bauer: Historische Grammatik der hebräischen Sprache des Alten Testamentes. Teil: 1. Einleitung, Schriftlehre, Laut- und Formlehre  / mit einem Beitrag (§§ 6 - 9) von Paul Kahle Verbparadigmen. Halle 1922. Reprografischer Nachdruck: Georg Olms, Hildesheim 1965. ISBN 978-3487054797; DNB 450259943.  (Online verfügbar: https://sammlungen.ub.uni-frankfurt.de/freimann/content/titleinfo/7169121).
- mit Hans Bauer: Historische Grammatik der hebräischen Sprache des Alten Testamentes. Teil: Bd. 1., Einleitung : Schriftlehre. Laut- u. Formenlehre / Mit e. Beitrag (§§ 6 - 9) von Paul Kahle. Halle 1922. Reprografischer Nachdruck: Georg Olms, Hildesheim 1962. DNB 450259935.